# Aleteria rectilinea
Aleteria rectilinea är en fjärilsart som beskrevs av George Francis Hampson. Aleteria rectilinea ingår i släktet Aleteria och familjen nattflyn. Inga underarter finns listade i Catalogue of Life.